# サクラ大戦4 〜恋せよ乙女〜
『サクラ大戦4 〜恋せよ乙女〜』（サクラたいせん4 こいせよおとめ）は、株式会社セガが2002年3月21日に発売したドリームキャスト用ゲームソフト。2005年3月3日にはPC版が発売された。サクラ大戦シリーズのナンバリングタイトル第4作目。大神一郎を主人公にしたシリーズの最終作にあたる。

## 概要
本作はセガのゲーム機であるドリームキャストの製造中止の決定により、本来の第4作の予定を変更してそれまでのシリーズを締めくくる区切りとなる作品として急遽制作が決定した。サクラ大戦シリーズの本編は2年以上の開発期間をかけて制作されるのが常であったが、本作は1年未満という短期間（実制作期間は10ヶ月未満という）で発売された。
これまでは連続する複数のエピソードを積み重ねてシリーズ全体のストーリーを構築するテレビアニメシリーズを意識した構成だったのに対し、本作は一つの大きなエピソードのみでストーリーを構築する完結編劇場用アニメのような構成となっており、差別化を図っている。
ゲームの舞台となるのは第1作、第2作と同様に帝都東京。帝国華撃団を率いて戦うが、ストーリー中盤で巴里華撃団も来日。帝都と巴里の花組全員が大神の指揮の下「大神華撃団」として戦うことになる。また、過去3作ではストーリーを進行する過程でのプレイヤー選択で徐々に各隊員の好感度を積み重ね、終盤で最終的なヒロインを決定するシステムであったが、短期決戦的なストーリーである本作ではゲーム開始時に帝都花組（8名）と巴里花組（5名）から一名ずつヒロイン候補をプレイヤーが選択し、その2人と大神の三角関係（8×5で40パターン）が描かれ、ゲーム終盤でそのうちどちらかを最終的なヒロインとして決定するシステムとなっている。最終的にヒロインを選ばないエンディングを迎えることも可能。
サブタイトルは『ゴンドラの唄』の歌詞の一節からの引用。
DC版の販売本数は257,386本。

## ストーリー
太正十六年、帝都東京。空中戦艦ミカサの機関部を民生に利用し、帝都は急速な発展を遂げていた。しかしその一方、蒸気機関の暴走事件が頻発するようになる。日本に帰国し、再び帝都防衛の任務に就いた大神一郎は「帝国華撃団・花組」の仲間と共に出撃する。
突如として現れた魔操機兵と戦う花組だが、思いもよらぬ敵の能力に絶体絶命の窮地に陥ってしまう。万策尽きたかと思われた時、救いの天使が舞い降りた。大神と共に巴里の街を守った「巴里華撃団・花組」が、遥か彼方の地フランスから飛来したのだ。
帝国華撃団と巴里華撃団。二つの華撃団が力を合わせ、いよいよグランドフィナーレの幕が上がる。

## ゲームシステム
アドベンチャーパート、戦闘パートとも基本的に前作『サクラ大戦3 〜巴里は燃えているか〜』のシステムを踏襲している。

### アドベンチャーパート
先述のように、ゲーム序盤で帝都花組と巴里花組のそれぞれに関してヒロイン候補の隊員を選択することになる。ただし、帝都側と巴里側の片方または両方についてヒロイン候補を確定させずにゲームを開始することも可能。
終盤に複座式の霊子甲冑「双武」が登場。2人の霊力を調和させないと扱えない双武に乗るため、大神は最も信頼できるパートナーとして最終的なヒロインを決める。それに加えて、大神自身が率いる強襲部隊のメンバーを選抜することになる。

### 戦闘パート
前作と異なり、隊長経験値で大神の機体が強化される要素はない。また合体攻撃も存在しないが、双武は同乗するヒロインごとに必殺攻撃の名称が変化する（攻撃範囲等は一律）。最終決戦では大神の部隊に選んだメンバーの組み合わせにより部隊名が変化し（基本形の「花組」以外に「戦組」「守組」など）、隊員の好感度による能力値修正に加えて部隊名ごとの修正を受ける。

## スタッフ
- 原作 - 広井王子
- 脚本 - あかほりさとる
- キャラクター原案 - 藤島康介
- キャラクターデザイン - 松原秀典
- 音楽 - 田中公平
- 制作総指揮 - 香山哲

## 主題歌
OP「檄!帝〜最終章（フィナーレ）〜」
作詞 - 広井王子、作曲 - 田中公平、編曲 - 根岸貴幸
歌 - 陶山章央、横山智佐、富沢美智恵、高乃麗、西原久美子、渕崎ゆり子、田中真弓、岡本麻弥、伊倉一恵、日髙のり子、島津冴子、小桜エツ子、井上喜久子、鷹森淑乃
ED「君よ花よ」
作詞 - 広井王子、作曲 - 田中公平、編曲 - 岸村正実、浜口史郎
歌 - 陶山章央、横山智佐、富沢美智恵、高乃麗、西原久美子、渕崎ゆり子、田中真弓、岡本麻弥、伊倉一恵、日高のり子、島津冴子、小桜エツ子、井上喜久子、鷹森淑乃